# Étroite Surveillance
Série
Indiscrétion assurée
(1993)
Pour plus de détails, voir Fiche technique et Distribution.
Étroite Surveillance ou La Filature au Québec (Stakeout) est un film américain réalisé par John Badham, sorti en 1987. Ce buddy movie met en scène Richard Dreyfuss et Emilio Estevez.
Ce film connut une suite Indiscrétion assurée (Another Stakeout, 1993)

## Synopsis
À Seattle, les inspecteurs Chris Lecce et Bill Reimers se font ridiculiser après la perte d'un suspect. Rien ne va plus pour Chris, en pleine séparation. Bill, le plus jeune, a une vie plus rangée avec femme et enfant. Le FBI les chargent de surveiller l'appartement de Maria McGuire. Cette dernière est l'ex-compagne d'un dangereux gangster, récemment évadé, Richard « Stick » Montgomery. Les deux policiers s'établissent dans un appartement vide, face à la maison de la jeune femme. Ils y installent télescopes, caméras, microphones et magnétophones. L'attente commence. Chris et Bill assurent la planque la nuit et une autre équipe se charge de la journée. Se faisant passer pour un réparateur, Chris va poser un mouchard sur les téléphones de Maria. Il fait connaissance avec la jeune femme et le courant passe très bien entre les deux. Cela ne va pas faciliter le travail de Chris.

## Fiche technique
- Titre original : Stakeout
- Titre français : Étroite Surveillance
- Titre québécois : La Filature
- Réalisation : John Badham
- Scénario : Jim Kouf
- Décors : Phillip Harrison
- Photographie : John Seale
- Montage : Tom Rolf et Michael Ripps
- Musique : Arthur B. Rubinstein
- Production : Jim Kouf et Cathleen Summers

Producteur délégué : John Badham
Producteur associé : Dana Satler Hankins
- Sociétés de production : Touchstone Pictures, Silver Screen Partners II
- Distribution : Buena Vista Pictures Distribution (États-Unis)
- Budget : 14,5 millions de dollars
- Pays de production :  États-Unis
- Langue originale : anglais
- Format : couleur -
- Genre : Comédie policière et action
- Durée : 118 minutes
- Dates de sortie :
  - États-Unis : 5 août 1987
  - France : 13 avril 1988
- Classification :
  - États-Unis : R

## Distribution
- Richard Dreyfuss (VF : Bernard Murat et VQ : Hubert Fielden) : Chris Lecce
- Emilio Estevez (VF : William Coryn et VQ : Sébastien Dhavernas) : Bill Reimers
- Madeleine Stowe (VF : Maik Darah et VQ : Marie-Andrée Corneille) : Maria McGuire
- Aidan Quinn (VF : Michel Vigné et VQ : Alain Zouvi) : Richard « Stick » Montgomery
- Dan Lauria (VF : Mario Santini) : Phil Coldshank
- Forest Whitaker (VQ : Marc Bellier) : Jack Pismo
- Ian Tracey (VQ : Daniel Lesourd) : Caylor Reese
- Earl Billings (VF : Sady Rebbot et VQ : Yves Massicotte) : le capitaine Giles
- Jackson Davies (VF : Jean-Pierre Moulin et VQ : Mario Desmarais) : l'agent spécial Lusk
- J. J. Makaro : B. C.
- Scott Andersen : Reynaldo McGuire
- Tony Pantages : Tony Harmon
- Beatrice Boepple : Carol Reimers
- Kyle Woida : Jeffrey Reimers
- Don S. Davis : un gardien à l'entrée de la prison

## Production

### Genèse et développement
Le poste de réalisateur est proposé à Leonard Nimoy, l'interprète de Spock dans Star Trek. Mais celui-ci ne sent pas à l'aise avec un film d'action et préfère mettre en scène la comédie Trois Hommes et un bébé (1987).

### Attribution des rôles
Val Kilmer est initialement choisi pour le rôle de Richard « Stick » Montgomery, mais se désiste quelque temps avant le tournage. Il est remplacé par Aidan Quinn.

### Tournage
Le tournage a lieu en février 1987. Il se déroule au Canada, principalement à Vancouver (Millbank, Pattar Sawmill, Normal School, Marine View Cafe, Stephens Street, etc.). Il a également lieu à Fraser Valley, à Kelowna.

## Accueil
Le film reçoit des critiques globalement positives. Sur l'agrégateur américain Rotten Tomatoes, il récolte 88% d'opinions favorables pour 26 critiques et une note moyenne de 6,6⁄10. Sur Metacritic, il obtient une note moyenne de 69⁄100 pour 14 critiques.
Le film rencontre un important succès au box-office américain, avec plus de 65 millions de dollars de recettes. Il est le 8e meilleur film au box-office de 1987 au Canada et aux États-Unis. En France, il attire 303 034 entrées.

## Distinctions
- Prix Edgar-Allan-Poe 1988 : meilleur film[7]
- BMI Film and TV Awards 1988 : BMI Film Music Award pour Arthur B. Rubinstein

## Commentaire
Sur le plateau, Richard Dreyfuss et Emilio Estevez font un jour un « concours » d'anecdotes et clins d'oeil cinématographiques. Emilio Estevez demande alors à Richard Dreyfuss dans quel film entend-on la réplique « This is not a boating accident ». Richard Dreyfuss ne parvient pas à répondre alors qu'il joue lui-même dans ce film : Les Dents de la mer (1975) de Steven Spielberg. Cela sera ensuite intégré dans une scène du film.

## Suite
En raison du succès du film, une suite est produite. Toujours réalisé par John Badham et écrit Jim Kouf, Indiscrétion assurée sort en 1993. On y retrouve Richard Dreyfuss, Emilio Estevez et Madeleine Stowe.